# تاکرین
تاکرین (به انگلیسی: Tacrine)
رده درمانی: مهارکننده مرکزی استیل کولین استراز
اشکال دارویی: قرص

## موارد مصرف
درمان فراموشی‌های خفیف ناشی از آلزایمر. تاکرین عملکرد سلول‌های عصبی مغز را بهبود می‌بخشد.

## مکانیسم اثر
بلوک آنزیم استیل کولین استراز . تاکرین یک مهارکننده اختصاصی غیر رقابتی و بازگشت‌پذیر استیل کولین استراز است که باعث افزایش استیل کولین خارج سلولی می‌شود.

## عوارض جانبی
در بارداری در دسته ی C قرار دارد
اختلال در هوشیاری و سرعت واکنش فرد.